# Carlos Lamela
Carlos Lamela de Vargas (Madrid, 10 de octubre de 1957) es un arquitecto español, cofundador y presidente ejecutivo de Estudio Lamela, una de las firmas más reconocidas de arquitectura española.

## Biografía
Carlos Lamela (Madrid, 1957), arquitecto superior por la Escuela Técnica Superior de Arquitectura de Madrid en 1981 y "designer" por la UIA de Florencia (Italia) en 1984. Toda su carrera profesional se ha desarrollado en la firma de arquitectura Estudio Lamela, oficina fundada por su padre Antonio Lamela en 1954, y de la que es actualmente presidente ejecutivo y propietario. Dentro de su obra, cabe destacar el reconocimiento logrado por sus propuestas para grandes instalaciones civiles como aeropuertos y estadios de fútbol, galardonados por la crítica internacional por su excelencia. La sostenibilidad ha sido otro de los pilares en la trayectoria del arquitecto español.

Ha ejercido como profesor de la Escuela Politécnica de Milán y ha ofrecido diversas ponencias en las Universidades de Cornell y Harvard. Ha sido presidente del capítulo español del Urban Land Institute.

## Obra
Como su director, el Estudio Lamela ha impulsado los siguientes proyectos:
 

### España
- Remodelación del Estadio Santiago Bernabéu (1988-1994). El Estudio propuso una fachada y un tercer anillo superior destinado a cobijar a 20.000 espectadores. El reto fue efectuar esta adaptación sin renunciar a que el estadio siguiera siendo utilizado de forma regular y continuada.Estudio Lamela. Remodelación del Estadio Santiago Bernabéu

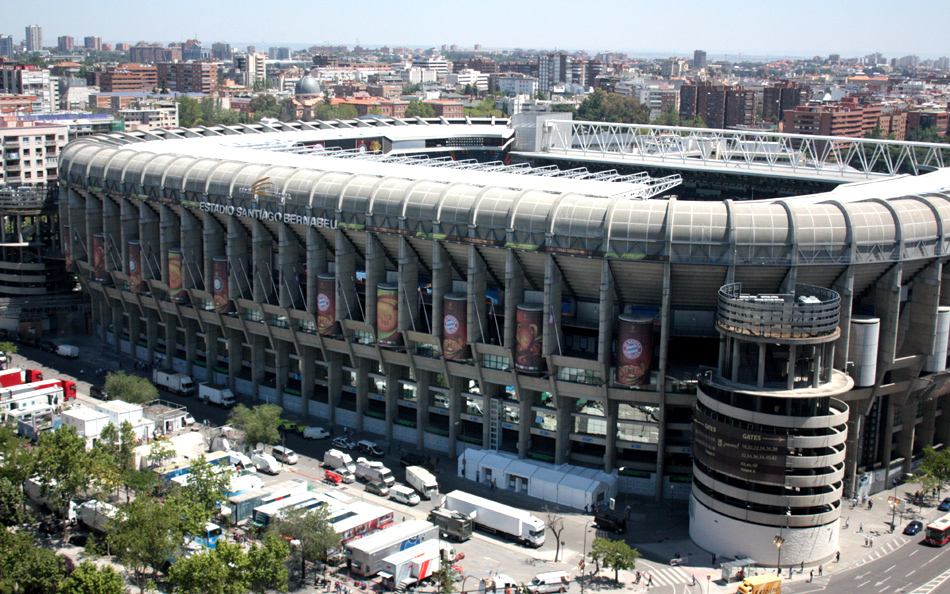
Estudio Lamela. Remodelación del Estadio Santiago Bernabéu

- Nuevo Estadio de Son Moix (1994-1996) en Mallorca con capacidad para 26 000 espectadores. Estudio Lamela. Estadio Son Moix (Iberostar Estadio)

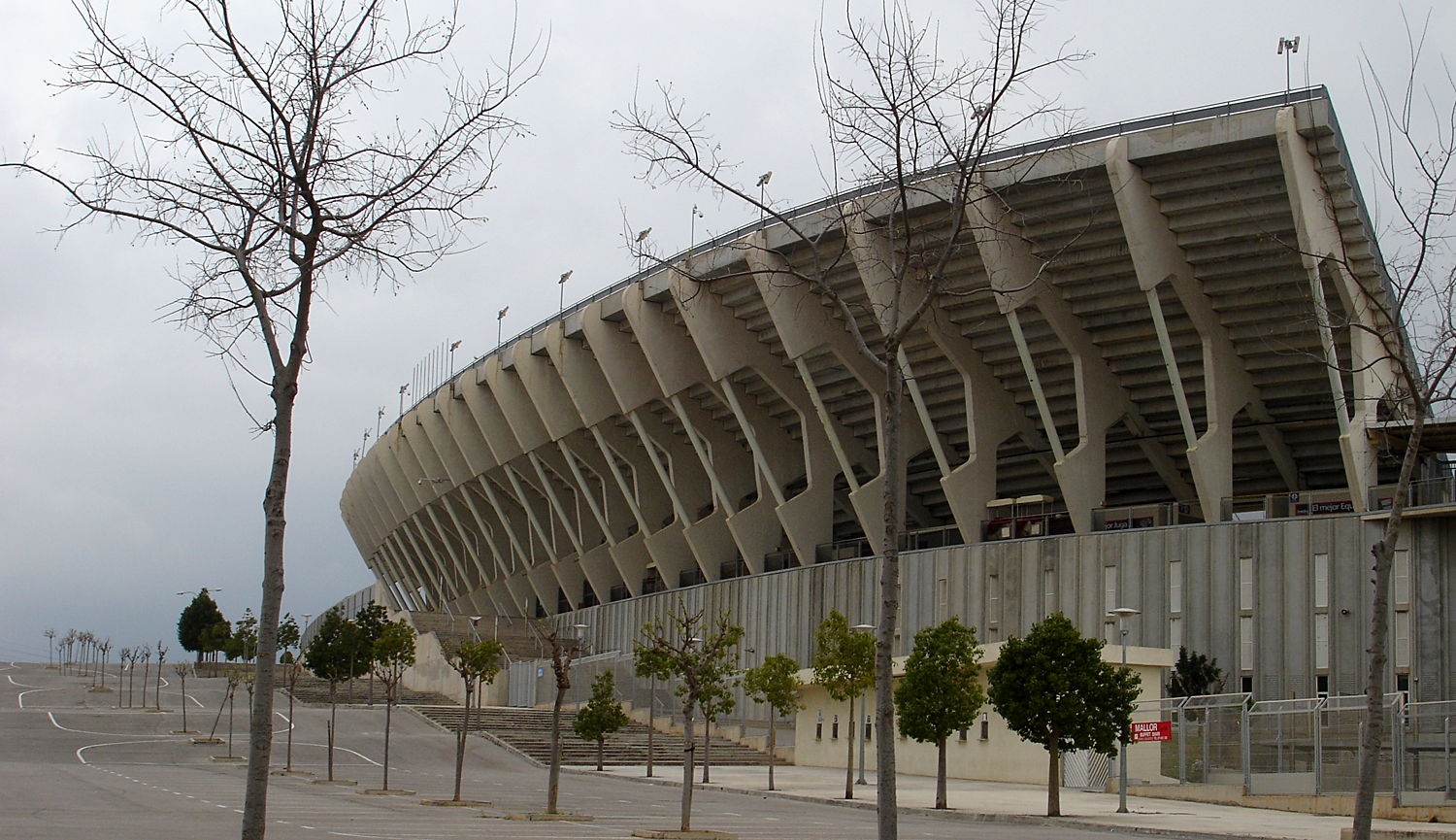
Estudio Lamela. Estadio Son Moix (Iberostar Estadio)

- Recintos feriales de Silleda, (Galicia) (1991-1994).[6]
- Nuevas Terminales T4 y T4S del Aeropuerto de Madrid-Barajas[7] (1997-2006). Ambas estructuras están preparadas para atender a más de 35 millones de pasajeros. En su momento, con 1,2 millones de metros cuadrados, fue el mayor edificio del mundo. Realizado en colaboración con la firma de arquitectura británica Rogers Stirk Harbour + Partners (RSH+P) está considerada una de las obras más importantes de los últimos años en el mundo. Ha recibido varios premios: Stirling, Architectural Record (obra del año) y mejor terminal aérea del mundo.[8]

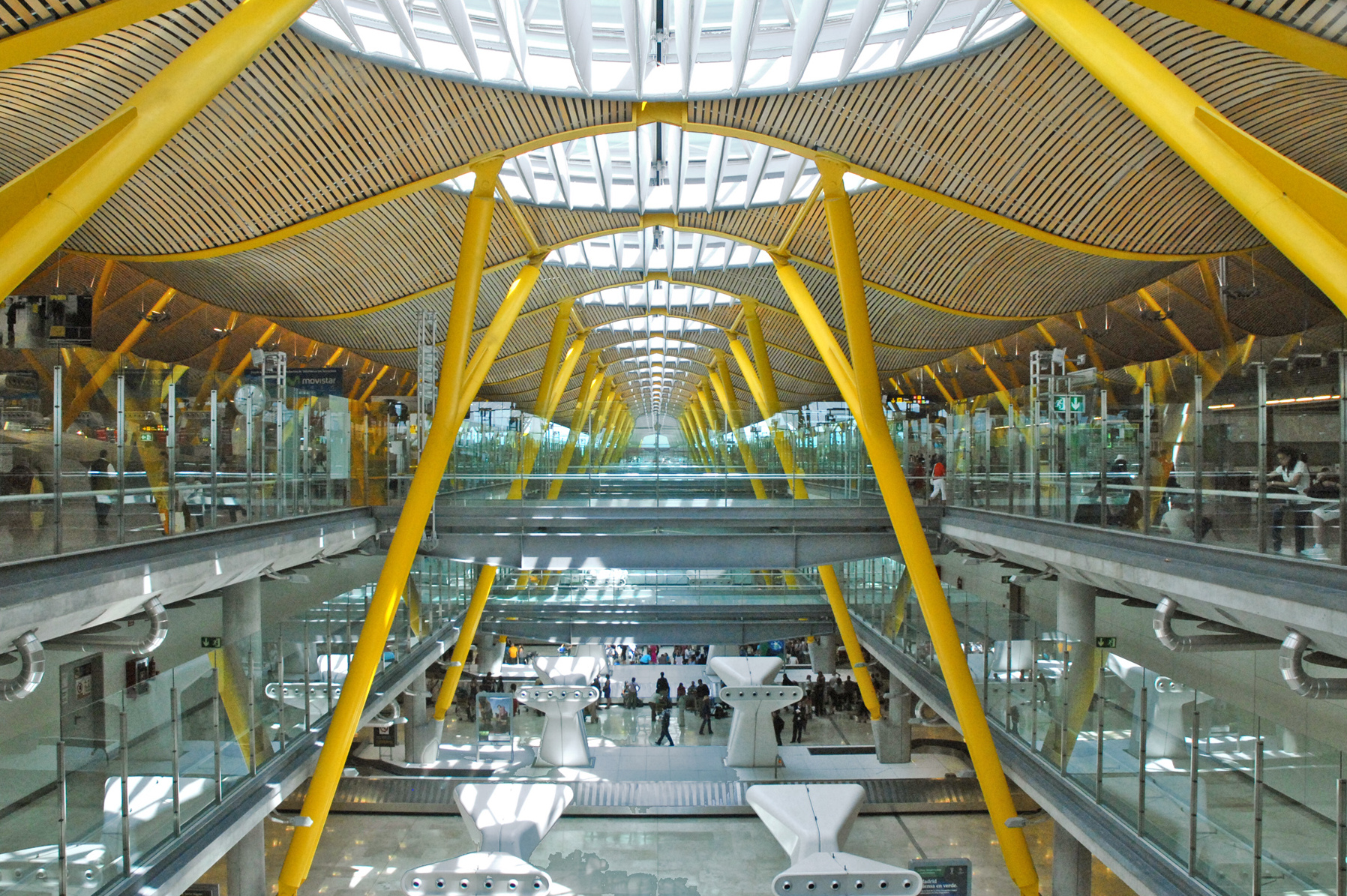
Estudio Lamela. Terminal T4 del Aeropuerto de Madrid-Barajas

- Nueva Ciudad Deportiva del Real Madrid en Valdevebas (Madrid, 2002-2005).[9]
- Nueva Ciudad Deportiva de la Fundación Rayo Vallecano en Madrid (2005).[10]
- Remodelación de la Nueva Terminal del Aeropuerto de Gran Canaria (2006-2014).Estudio Lamela. Nueva Terminal del Aeropuerto de Gran Canaria

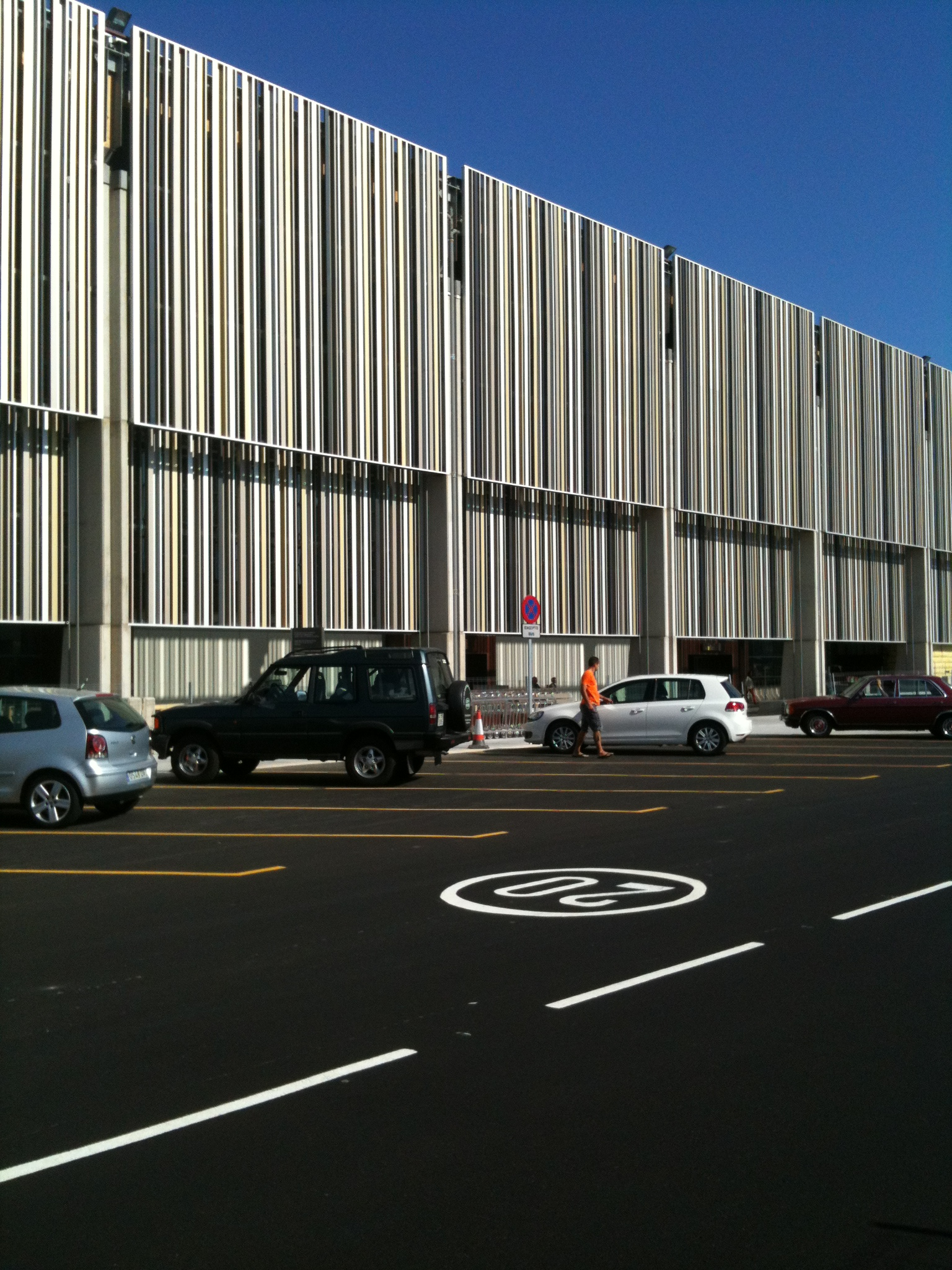
Estudio Lamela. Nueva Terminal del Aeropuerto de Gran Canaria

- Sede de John Deere en Madrid (2006).[11]
- Reconversión de la Expo Zaragoza 2008 en la nueva Ciudad de la Justicia de Zaragoza (2008-2013).[12]
- Sede de la Agencia de Innovación, Financiación e Internacionalizacion Empresarial (ADE) de la Junta de Castilla y León en Valladolid (2009).
- Edificio de oficinas para EBROSA en Sanchinarro (Madrid, 2009)
- Sede de Caja Badajoz.[13]
- Complejo Canalejas (2012-2018). Es una actuación en siete edificios históricos madrileños que albergará una galería comercial, residencias de alto nivel y el futuro hotel Four Seasons con 200 habitaciones.[14] Estudio Lamela. Maqueta del complejo Canalejas

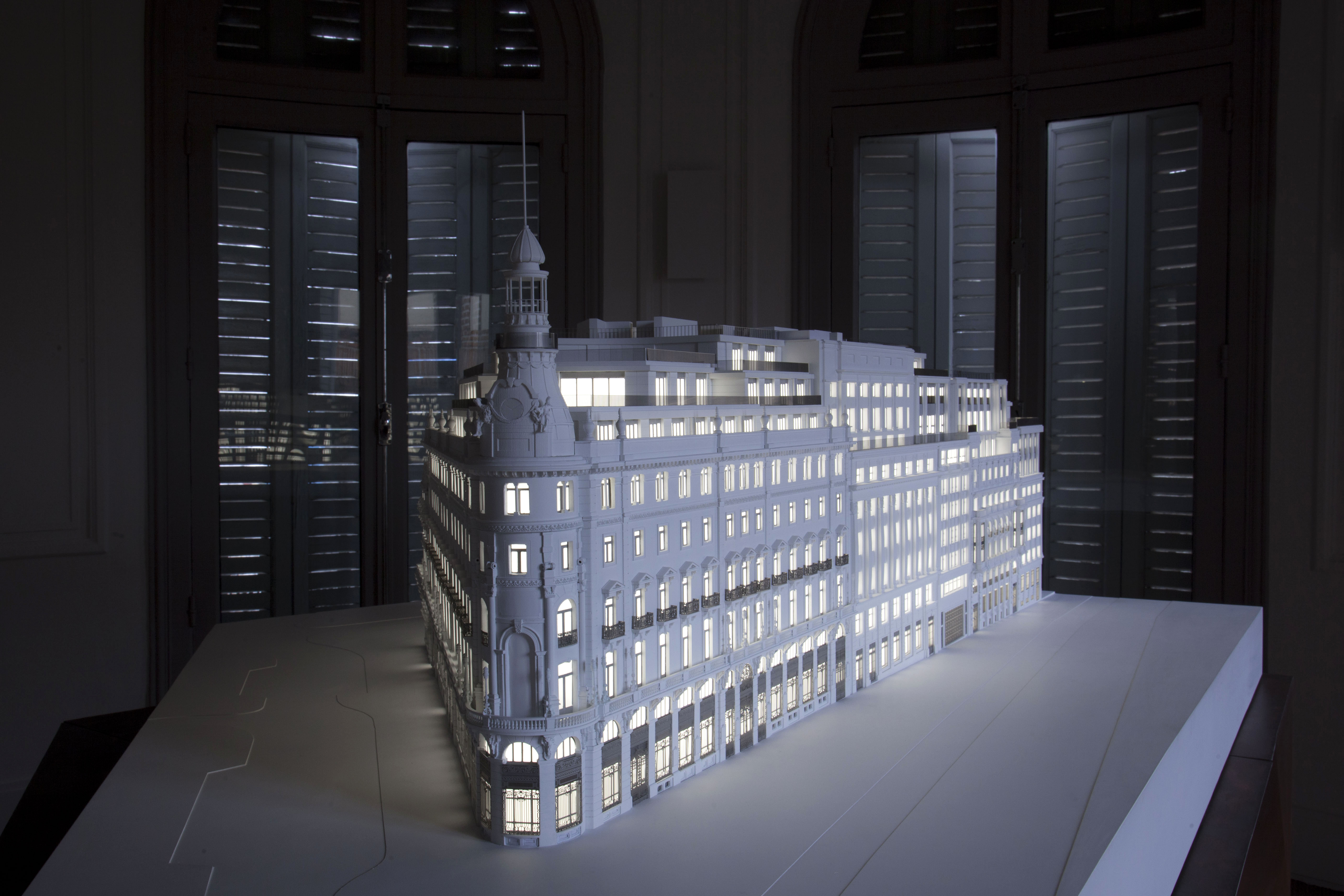
Estudio Lamela. Maqueta del complejo Canalejas

- El nuevo Campus Airbus (2016),[15] que será la nueva sede de la compañía aeronáutica europea en la Comunidad de Madrid.
- 2022 Urbanización Qian. Proyecto innovador en una parcela de 32.500 m² en Majadahonda

### Fuera de España
- Bruselas: Torre Astro, edificio de oficinas de 113 metros y 41 plantas; el edificio ‘verde’ más alto de Europa.[16]

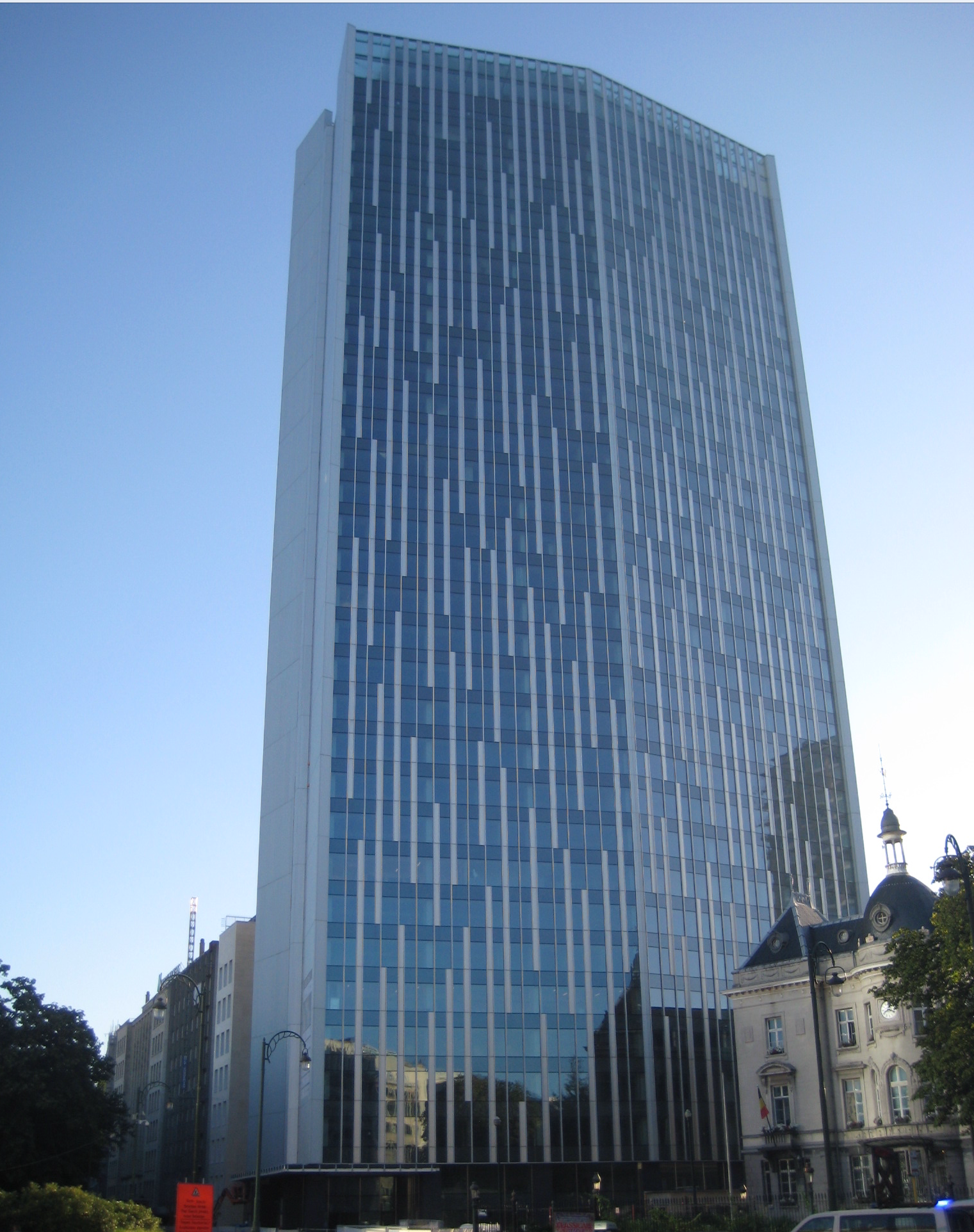
Estudio Lamela. Torre Astro en (Bélgica, Bruselas)

- Polonia: Terminal A del Aeropuerto de Varsovia[17] (2000-2015), para más de diez millones de pasajeros, construcción de siete nuevas estaciones dentro de la línea II de Metro, los nuevos estadios de Cracovia (2010-2012) y Lublin (2013-2015), diversos edificios residenciales en Varsovia y Wrowclaw y los edificios de oficinas Pacific y Ocean Plaza (Varsovia). Estudio Lamela. Terminal A del Aeropuerto de Varsovia (Polonia)Estudio Lamela. Estadio de Lublin (Polonia)

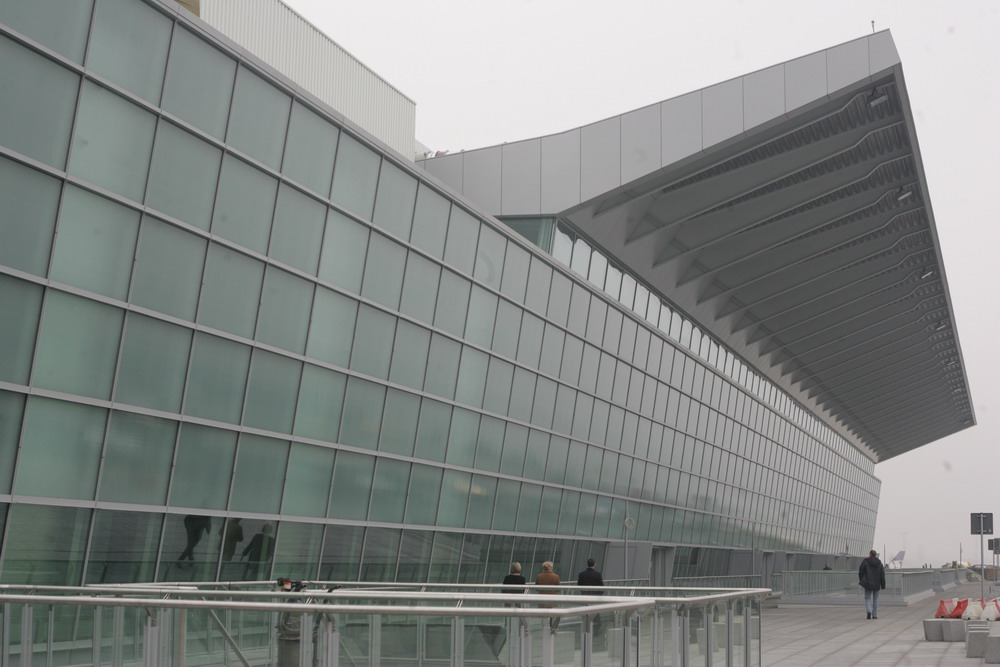
Estudio Lamela. Terminal A del Aeropuerto de Varsovia (Polonia)

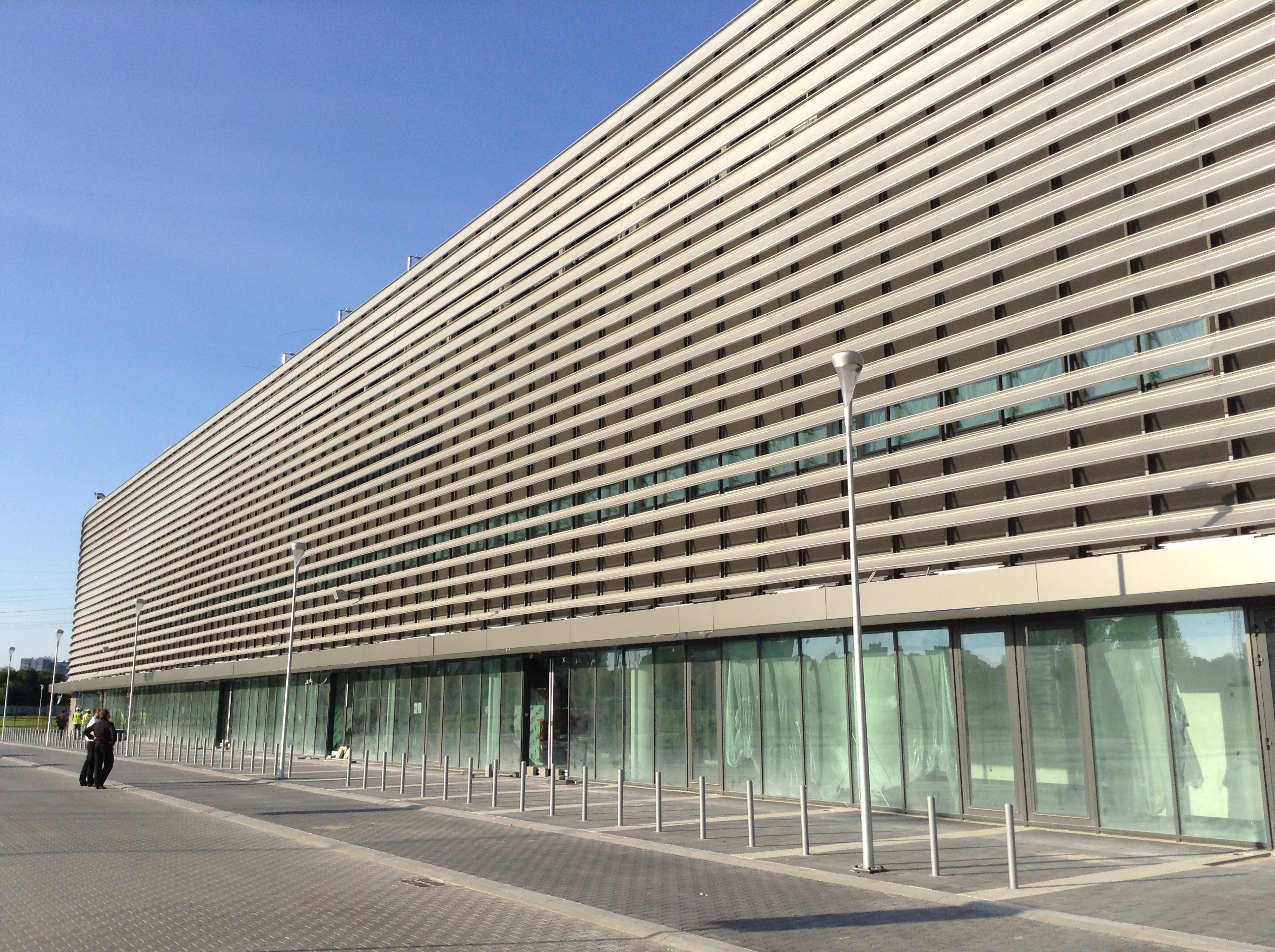
Estudio Lamela. Estadio de Lublin (Polonia)

- México: Contact Center Corporativo para el Banco Santander en Querétaro,[18] con 2.000 posiciones telefónicas y 2.000 plazas de estacionamiento; remodelación y ampliación de la Terminal del Aeropuerto de Tijuana para más de tres millones de pasajeros, el complejo de las Torres residenciales Maranta en Ciudad de México, y otros edificios residenciales en Querétaro.Estudio Lamela. Contact Center Querétaro (México)

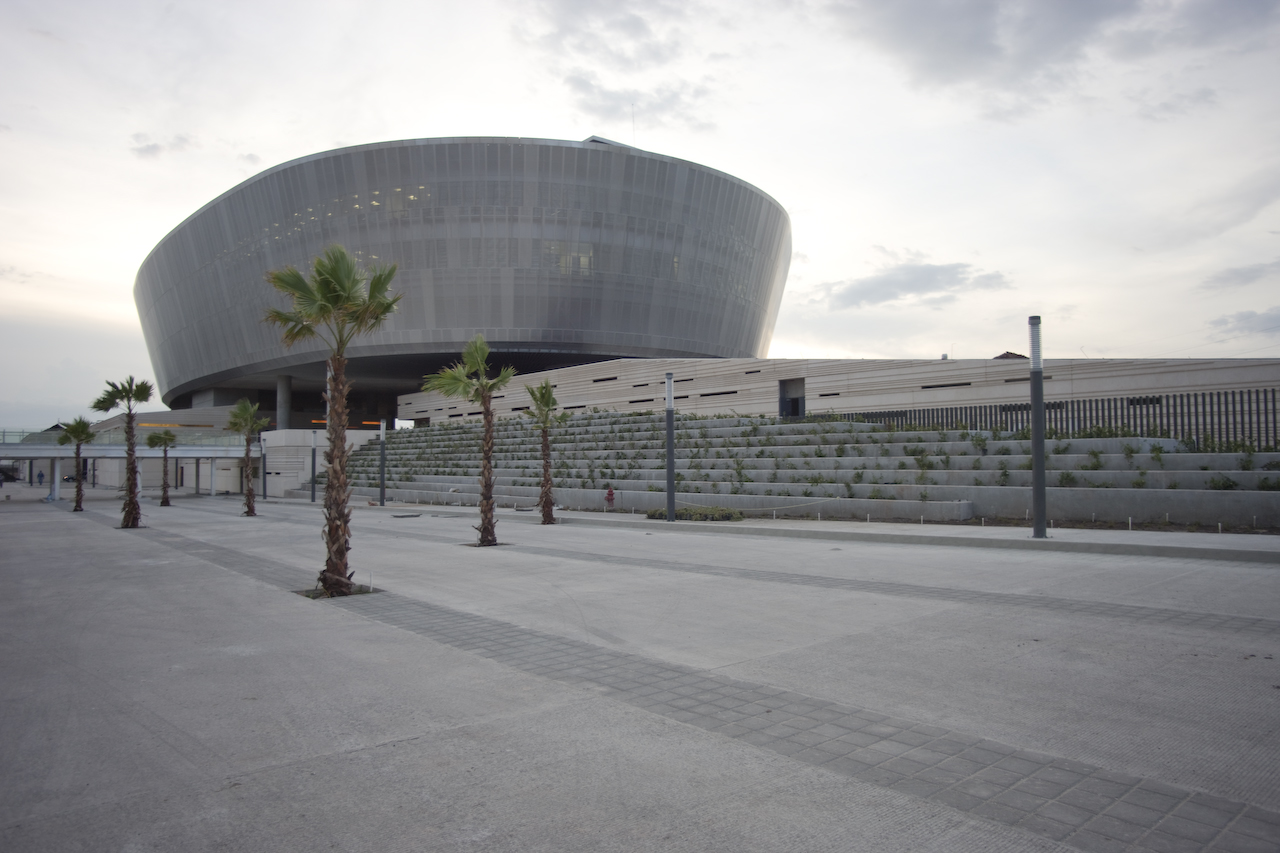
Estudio Lamela. Contact Center Querétaro (México)

- Panamá: Nuevo Hospital General en la Ciudad de Veraguas,[19] en colaboración con AIDHOS arquitectos.Estudio Lamela. Hospital de Veraguas (Panamá)

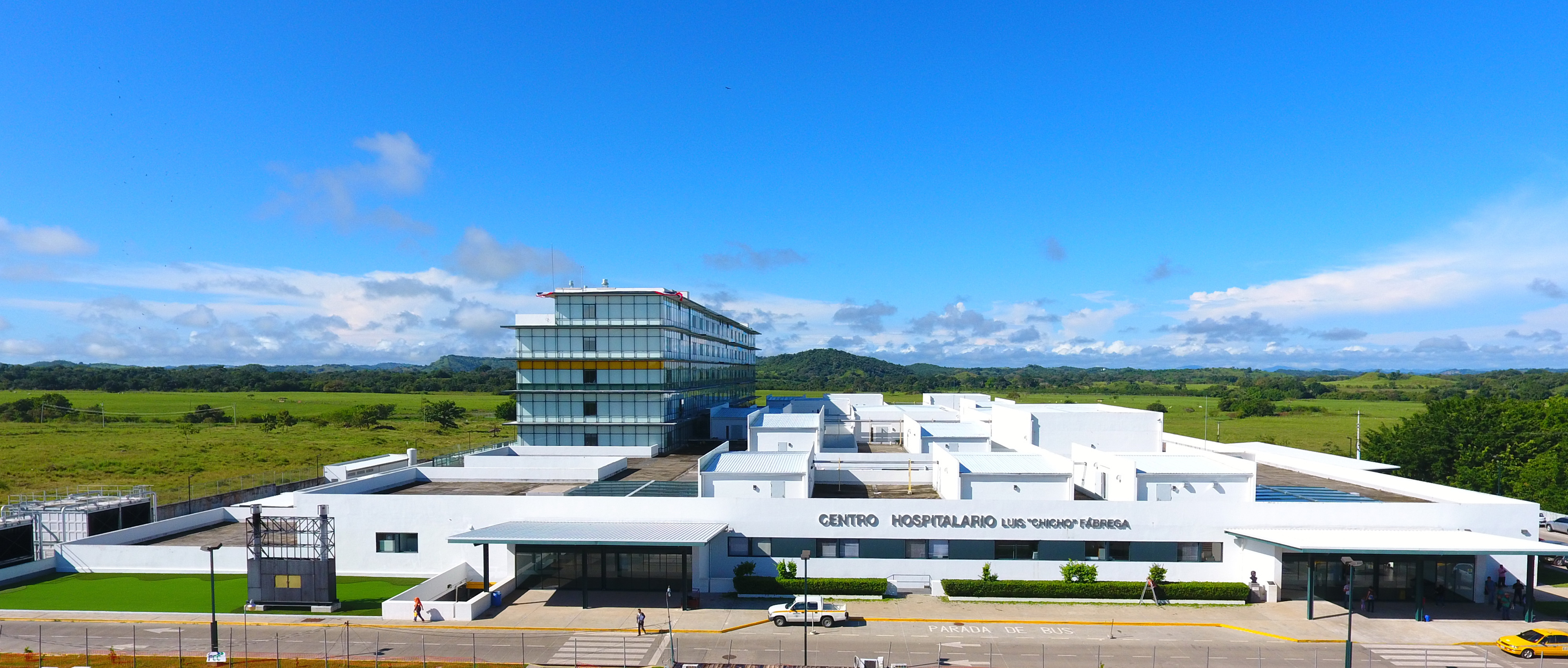
Estudio Lamela. Hospital de Veraguas (Panamá)

- Catar: Nueva Torre de oficinas Marina Mix 004 de 40 niveles de altura en Lusail y las siete estaciones subterráneas del Light Railway Train (LRT) también en la Ciudad de Lusail, junto a Doha.

## Premios y reconocimientos
- Premio Stirling por el trabajo realizado en las T4 y T4S del Aeropuerto de Madrid-Barajas,  una obra en colaboración con RSH+P.
- Premio ‘El aeropuerto con mejor diseño arquitectónico del mundo’. Aeropuerto de Madrid-Barajas. Revista National Geographic Traveler (2011).[20]
- Premio Pavés al Estadio de Lublin (Polonia) (2015).
- Premio Nacional de Ahorro de Energía Eléctrica al Contact Center Banco Santander (2012).
- Premio Obra del año 2010. Estadio de Cracovia (Polonia).
- Premio Nacional IMEI al edificio inteligente y sustentable 2008. Contact Center Santander en Querétaro (México) (2008).[21]
- Barajas, Mejor Aeropuerto de Europa. Best Airports Awards 2008.[22]
- Barajas, Aeropuerto Global del Año 2008. Institute of Transport Management (ITM).[23]